# MetaCyc
MetaCyc baza podataka sadrži opširne informacije o metaboličkim putevima i enzimima mnogih organizama. MetaCyc storira eksperimentalno određene metaboličke puteve.
MetaCyc može da služi kao izvor referentnih podataka za računska predviđanja metaboličkih puteva organizama na osnovu njihovih sekvenciranih genoma. Ova baza podatak je bila korišćena za predviđanje metaboličkih puteva mnogobrojnih organizama.
MetaCyc sadrži ekstenzivne podatke o individualnim enzimima, kojima se opisuje njihova struktura, kofaktori, aktivatori i inhibitori, supstrat specifičnost, i, u nekim slučajevima, kinetička konstante. Ova baza takođe sadrži komentare i reference.

## Literatura
1. ↑  „MetaCyc Publications”.
2. ↑  Caspi R; Foerster H; Fulcher CA;  . (2008). „The MetaCyc Database of metabolic pathways and enzymes and the BioCyc collection of Pathway/Genome Databases”. Nucleic Acids Res. 36 (Database issue): D623—31. PMC 2238876 . PMID 17965431. doi:10.1093/nar/gkm900.